# 파운드 스털링
스털링(Sterling, 기호: £; 통화 코드: GBP)은 영국과 그와 관련된 9개 영토의 통화이다. 파운드는 스털링의 주요 단위이다. 그리고 파운드라는 단어는 일반적으로 영국 통화를 지칭하는 데 사용되며, 국제적인 맥락에서는 종종 영국 파운드 또는 파운드 스털링으로 표현한다.
스털링은 도입 이래로 지속적으로 사용되는 세계에서 가장 오래된 통화이다. 2022년에는 미국 달러, 유로, 일본 엔에 이어 외환시장에서 네 번째로 많이 거래되는 통화였다. 이 세 통화와 런민비를 포함해 IMF 특별인출권의 가치를 계산하는 통화 바스켓을 구성한다. 2022년 말 기준 스털링은 또한 세계 외환보유고에서 네 번째로 많이 보유된 준비 통화이다.
잉글랜드 은행은 스털링의 중앙은행으로, 자체적으로 지폐를 발행하고 스코틀랜드 및 북아일랜드의 민간 은행이 발행하는 지폐를 규제한다. 다른 관할 구역에서 발행하는 스털링 지폐는 잉글랜드 은행의 규제를 받지 않는다. 해당 정부가 액면가로의 전환을 보장한다. 역사적으로 스털링은 대영 제국의 식민지와 영토에서도 다양한 정도로 사용되었다.

## 이름

### 어원

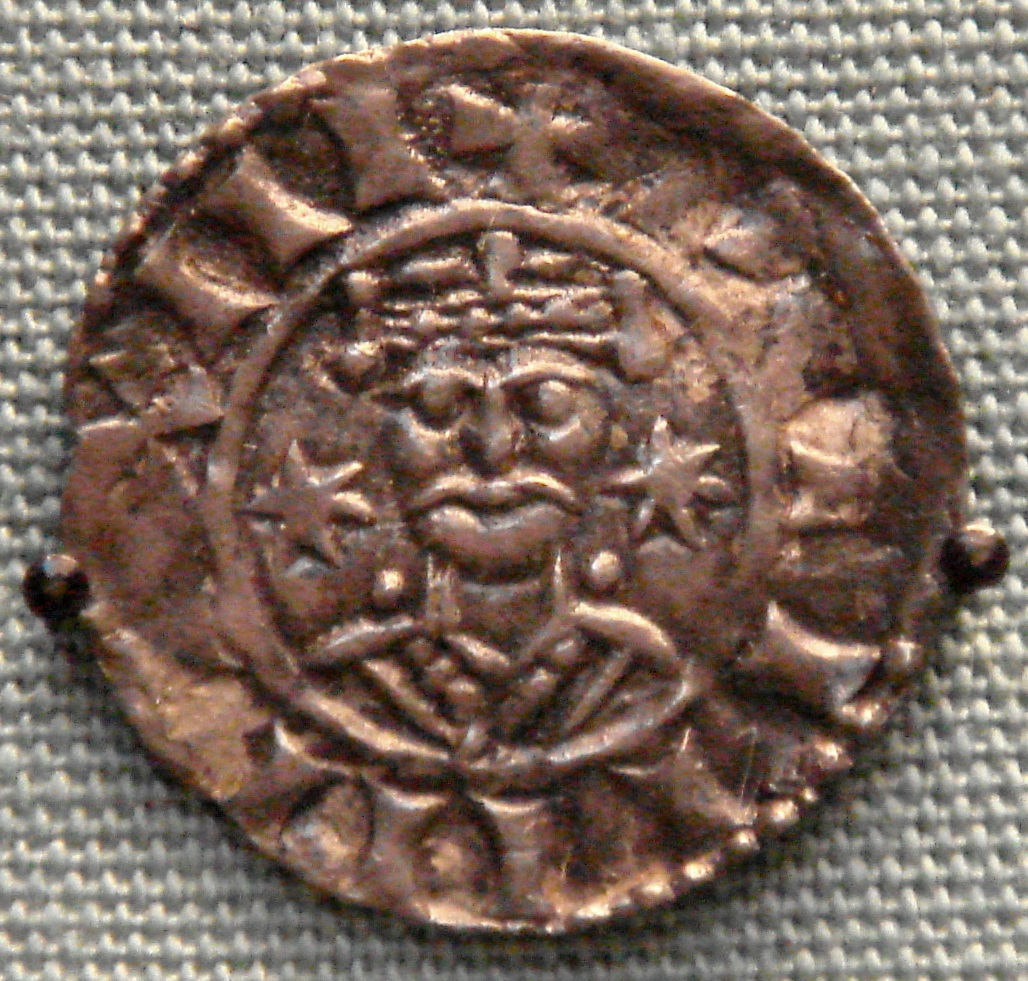
정복왕 윌리엄의 페니, 두 별 사이에 왕의 머리가 보인다.

중세 잉글랜드의 기본 통화 단위는 약 240분의 1 타워 파운드 무게의 은 페니 또는 스털링이었다. 이 240개의 동전이 "스털링 파운드"를 구성했다. 이 용어(나중에 "파운드 스털링"으로 축약됨)는 스털링이 유통되지 않게 된 후에도 회계에 계속 사용되었다. 이 용어가 처음으로 알려진 사례는 오데리쿠스 비탈리스의 12세기 《교회 역사》에서 "librae sterilensium"을 언급한 부분이다.
스털링이라는 단어 자체의 기원은 불분명하다. 11세기와 12세기에 처음 나타나며, 앵글로노르만인이 도입한 더 무거운 새 페니를 묘사하기 위해 만들어졌음을 시사한다. 옥스포드 영어사전에 따르면, 가장 그럴듯한 이론은 그것이 "별이 있는 동전"을 의미하는 고대 영어 *steorling을 나타낸다는 것이다(특정 노르만 페니에 한 쌍의 별이 나타났기 때문). 그러나 화폐학자 필립 그리어슨은 별이 있는 페니가 1077년에서 1080년 사이에만 주조되었고 노르만인이 발행한 총 화폐의 극히 일부에 불과했기 때문에 이 이론을 거부한다. 그리어슨은 대신 첫 번째 요소가 "견고한" 또는 "강한"을 의미하는 *stēre라고 제안한다. 이 이론을 지지하며 그는 로마의 솔리두스도 매우 유사한 의미의 이름을 가지고 있었으며 더 가벼운 동전을 대체하기 위해 도입되었다는 점을 지적한다.
스털링이 이스털링 즉 한자 동맹 상인에 의해 잉글랜드에 도입되었기 때문에 그렇게 명명되었다는 오래된 이론은 역사적, 음운론적 근거로 인해 지지할 수 없다.

### 기호
스털링의 파운드 단위 통화 기호는 £로, 서체에 따라 하나 또는 두 개의 막대로 그려질 수 있다. 잉글랜드 은행은 1975년부터 단일 막대 변형을 독점적으로 사용해 왔다. 역사적으로는 숫자 앞에 간단한 대문자 L (역사적인 블랙레터 서체에서는 {\displaystyle {\mathfrak {L}}}), 또는 숫자 뒤에 이탤릭체 l.을 신문, 서적, 편지에서 사용했다. 왕립 조폐국은 1939년까지 이 표기 방식을 사용했다. 파운드를 나타내는 글자 ⟨L⟩의 사용은 중세 라틴어 문서에서 유래한다. "L"은 리브라(로마 파운드(무게))의 약자였는데, 이것은 시간이 지나면서 잉글랜드 왕국의 무게 단위로 정의된 타워 파운드가 되었다. "파운드 스털링"은 문자 그대로 스털링 실버 한 타워 파운드(무게)였다. 영국의 탈십진법(십이진법) 통화 체계에서 파운드, 실링 및 페니를 나타내는 £sd (또는 Lsd)라는 용어는 로마의 리브라, 솔리두스, 그리고 데나리우스를 나타냈다.
주요 스타일 가이드는 스털링을 나타내기 위해 약어 없이 파운드 기호만 사용할 것을 권장한다(예: £12,000). 명확화가 필요한 경우에는 ISO 4217 코드 "GBP" (예: GBP 12,000)를 사용할 수도 있다.

### 통화 코드
스털링의 ISO 4217 통화 코드는 "GBP"이며, 영국의 ISO 3166-1 alpha-2 코드인 "GB"와 "pound"의 첫 글자로 구성된다. 
역사적 자료 및 일부 전문 은행 사용에서는 스털링을 나타내기 위해 stg (다양한 스타일로) 약어가 사용되었다. 런던 증권거래소의 많은 주식은 비공식 코드 "GBX"를 사용하여 페니 스털링으로 호가된다.

### 케이블
도매 외환시장에서 스털링 대 미국 달러 환율은 "케이블"이라고 불린다. 이 용어의 기원은 19세기 중반부터 스털링/달러 환율이 대서양 횡단 케이블을 통해 전송되었던 사실에서 비롯되었다.

### 속어
역사적으로 거의 모든 영국 동전에는 식스펜스를 나타내는 "태너"와 실링을 나타내는 "밥"과 같이 널리 알려진 별명이 있었다. 십진법화 이후에는 대부분 속담의 일부로 사용되는 것을 제외하고는 사라졌다.
파운드 단위의 흔한 속어는 "퀴드"(단수 및 복수 모두, "quids in"이라는 흔한 구절 제외)이다. 그 기원은 알려져 있지 않다. 가능한 유래로는 19세기까지 이탈리아에서 사용되던 여러 통화 단위의 이름인 이탈리아어 스쿠도가 이탈리아 이민자들에 의해 도입된 것, 또는 라틴어 quid에서 흔히 사용되는 문구 quid pro quo, 문자 그대로 "무엇을 위한 무엇", 또는 비유적으로 "동등한 교환 또는 대체"를 통해 유래한 것 등이 있다. "니커"(역시 단수 및 복수 모두)라는 용어도 파운드를 지칭할 수 있다.

## 왕실속령 및 영국 해외 영토
모든 왕실속령 (건지, 저지, 맨)과 영국의 해외 영토 중 3분의 1 (영국령 남극 지역; 포클랜드 제도 및 사우스조지아 사우스샌드위치 제도; 지브롤터; 그리고 세인트헬레나 어센션 트리스탄다쿠냐)의 통화는 스털링이거나 액면가로 스털링에 고정되어 있다.
다른 영국의 해외 영토들은 미국 달러나 뉴질랜드 달러에 고정된 현지 통화를 가지고 있다. 아크로티리 데켈리아 주권 기지 지역 (키프로스에 위치)은 유로를 사용한다.

## 하위 구분 및 기타 단위

### 십진 주화
1971년 십진법화 이후, 파운드는 100펜스(1981년까지 동전에는 "신(新)펜스"로 표시됨)로 나뉜다. 페니의 기호는 "p"이며, 따라서 50p(£0.50)와 같은 금액은 올바르게 "피프티 펜스"로 발음되지만 종종 /fɪfti piː/ "피프티 피"로 발음된다. 혼동을 피하기 위해 이전 기호인 "d"는 새 페니에 재사용되지 않았다. 1984년까지 십진 하프페니(½p, 1.2 옛 페니 가치)가 발행되었지만, 인플레이션으로 인해 유통이 중지되었다.

### 탈십진

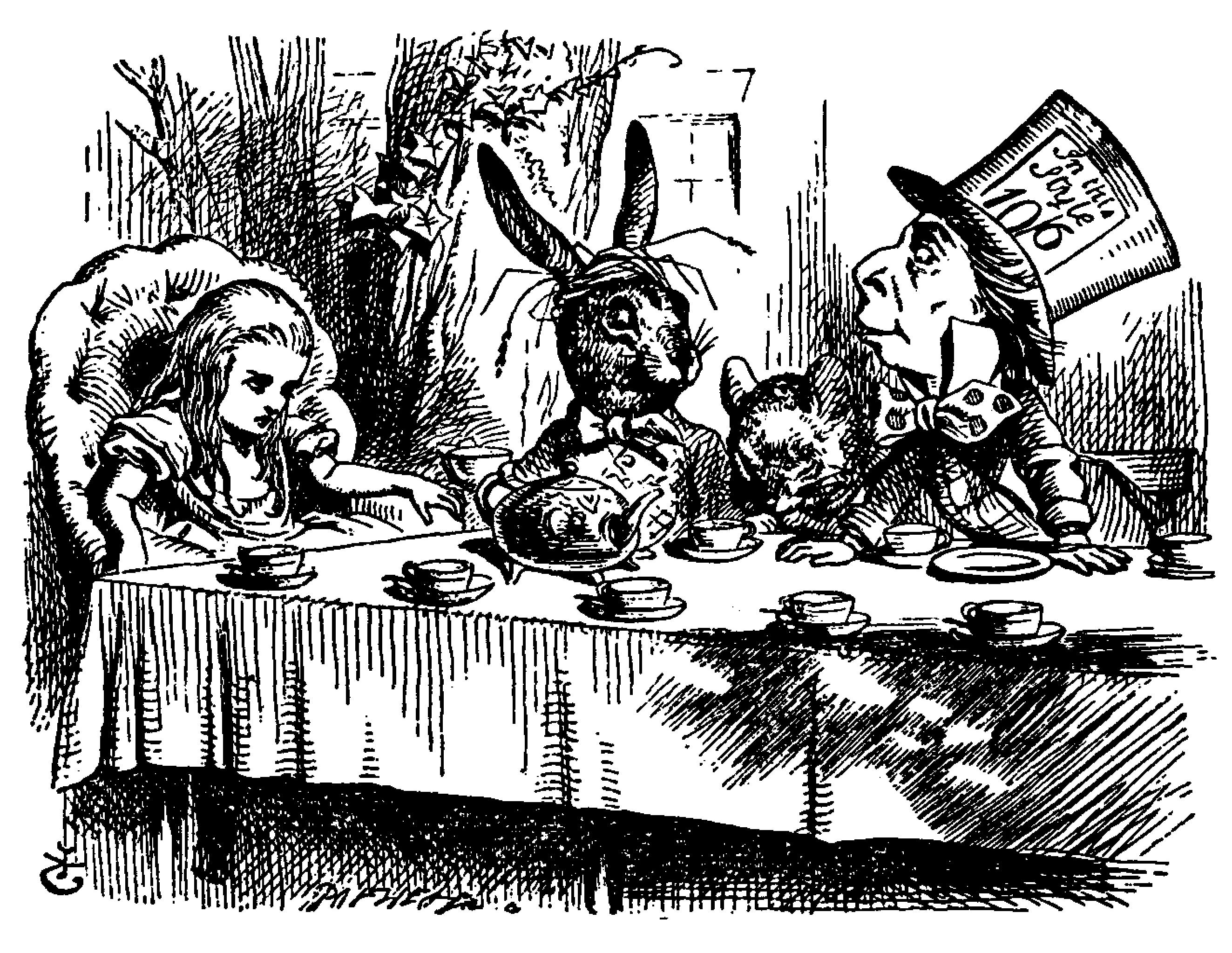
모자 장수의 모자에 옛 탈십진 표기법의 예가 보인다: 모자 가격은 10/6 (10실링 6펜스, 하프 기니).

1971년 십진법화 이전에는 파운드가 20 실링으로 나뉘었고, 각 실링은 12 펜스로 나뉘어 1파운드는 240펜스였다. 실링의 기호는 "s." – 로, "shilling"의 첫 글자가 아니라 라틴어 solidus에서 유래했다. 페니의 기호는 프랑스어 denier에서 유래한 "d."로, 라틴어 데나리우스에서 유래했다(솔리두스와 데나리우스는 로마 동전이었다). 3실링 6펜스와 같은 실링과 펜스의 혼합 금액은 "3/6" 또는 "3s. 6d."로 표기되었고, "3앤식스" 또는 "3앤식스펜스"로 발음되었으며, "1/1", "2/1" 등은 "1앤어페니", "2앤어페니" 등으로 발음되었다. 예를 들어 5실링은 "5s." 또는 더 흔하게는 "5/–"(5실링, 펜스 없음)로 표기되었다.
다양한 액면가의 동전은 특별한 이름을 가졌고, 일부는 계속 가지고 있는데, 예를 들어 플로린(2/–), 크라운(5/–), 파딩(¼d), 소브린(£1), 그리고 기니(21s, 21/–, £1–1–0 또는 십진법으로 £1.05) 등이 있다. 
1950년대까지 조지 3세, 조지 4세, 윌리엄 4세 시대의 동전은 유통에서 사라졌지만, 빅토리아 여왕 이후의 모든 영국 군주의 머리가 새겨진 동전(적어도 페니)은 유통에서 찾아볼 수 있었다. 은화는 1947년에 백동 주화로 대체되었고, 1960년대에는 은화가 거의 보이지 않게 되었다. 은/백동 식스펜스, 실링(1816년 이후 모든 시기), 플로린(2실링)은 십진법화 이후에도 각각 1980년, 1990년, 1993년까지 법정 통화(각각 2½p, 5p, 10p로)로 남아 있었지만, 현재는 공식적으로 유통이 중지되었다.

## 역사 (600–1945)

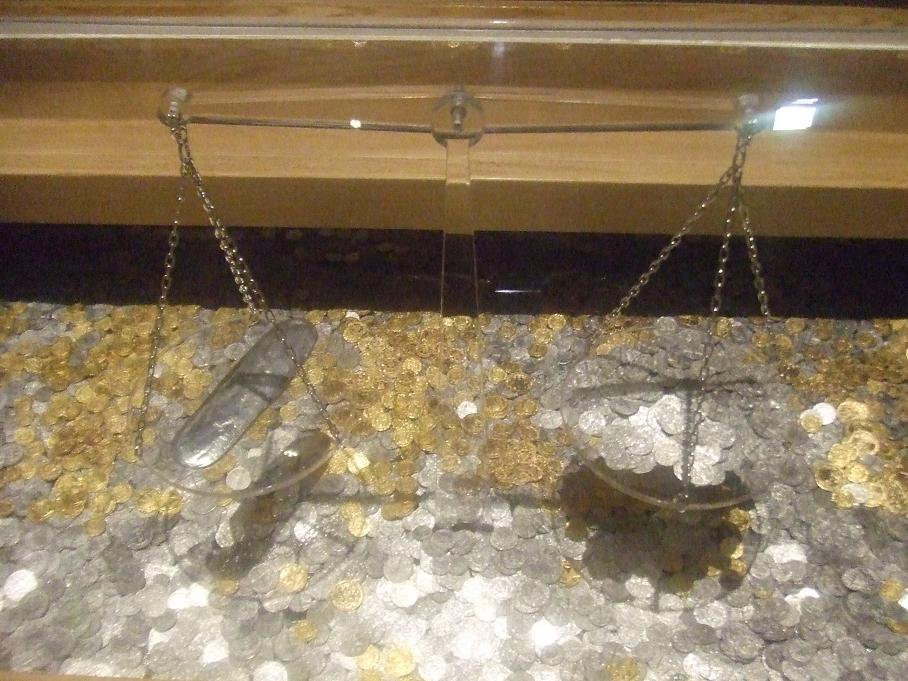
1파운드 = 20실링 = 240은 페니 (이전)

파운드 스털링은 잉글랜드에서 카롤루스 대제 통화 체계가 채택된 서기 800년경 이후에 등장했다. 1816년까지 은 또는 금에 대한 가치 변화를 요약하면 다음과 같다.
| 연도 | 은      | 은          | 금        | 금           |
| 연도 | 그램    | 트로이 온스 | 그램      | 트로이 온스  |
| ---- | ------- | ----------- | --------- | ------------ |
| 800  | 349.9 g | 11.25 ozt   | –         | –            |
| 1158 | 323.7 g | 10.41 ozt   | –         | –            |
| 1351 | 258.9 g | 8.32 ozt    | 23.21 g   | 0.746 ozt    |
| 1412 | 215.8 g | 6.94 ozt    | 20.89 g   | 0.672 ozt    |
| 1464 | 172.6 g | 5.55 ozt    | 15.47 g   | 0.497 ozt    |
| 1551 | 115.1 g | 3.70 ozt    | 10.31 g   | 0.331 ozt    |
| 1601 | 111.4 g | 3.58 ozt    | 변동      | 변동         |
| 1717 | 111.4 g | 3.58 ozt    | 7.32238 g | 0.235420 ozt |
| 1816 | –       | –           | 7.32238 g | 0.235420 ozt |

### 앵글로색슨

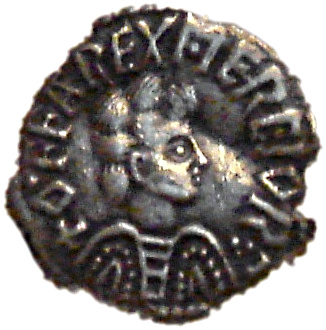
머시아의 오파 왕의 페니 (8세기)

파운드는 앵글로색슨 잉글랜드의 계산 단위였다. 9세기에는 240개의 은 페니와 같았다.
1파운드를 20실링으로, 1실링을 12페니로, 1페니를 4파딩으로 나누는 회계 시스템은 카롤루스 대제가 프랑크 왕국에 도입한 리브르 카롤링지엔 시스템에서 채택되었다. 페니는 로마의 페니에 해당하는 데나리우스에서 유래하여 "d"로 약칭되었다. 실링은 솔리두스에서 유래하여 "s"로 약칭되었고(긴 s, ſ로 쓰였으며, 나중에 간단한 슬래시, /로 발전했다). 파운드는 리브라 또는 리브르에서 유래하여 "L"(나중에 £)로 약칭되었다.
스털링의 기원은 머시아의 오파 왕 (757-796)의 통치에 뿌리를 두고 있다. 그는 타워 파운드 (5,400 그레인, 349.9그램)의 은을 물리적으로 240 부분으로 나누어 만든 "스털링" 동전을 도입했다. 실제로는 동전의 무게가 일정하지 않았고, 240개의 동전이 파운드에 거의 미치지 못했으며, 실링이나 파운드 동전은 없었고 이 단위들은 단지 회계 편의로만 사용되었다.
각각 ½페니와 ¼페니 가치의 하프페니와 파딩도 주조되었지만, 작은 잔돈은 일반적으로 온전한 페니를 잘라서 만들었다.

### 중세, 1158년

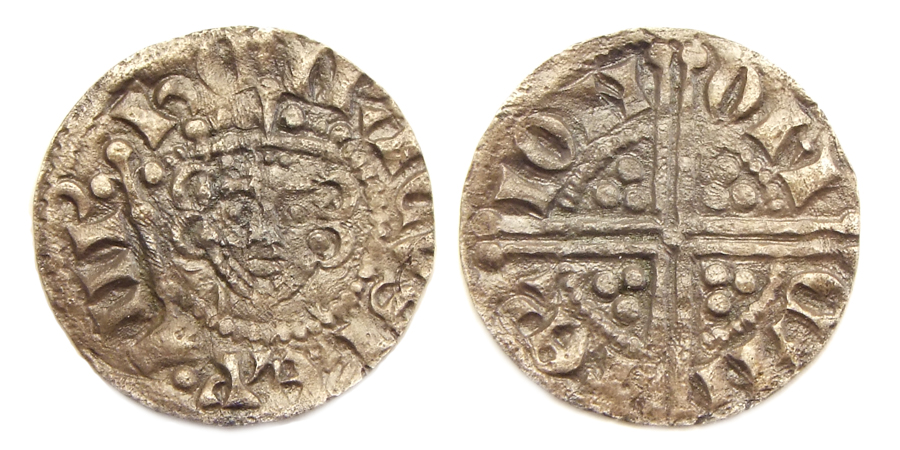
헨리 3세의 페니, 13세기

초기 페니는 순은(가능한 한 순수한 은)으로 주조되었다. 1158년 헨리 2세 왕은 틸비 페니로 알려진 새로운 주화를 도입했다. 92.5% 은으로 된 타워 파운드(5,400 그레인, 349.9g)는 240페니로 주조되었고, 각 페니는 20.82그레인(1.349g)의 순은을 포함했다. 스털링 실버라고 불리는 이 합금은 전통적으로 사용되던 99.9% 순은보다 단단하여 스털링 실버 주화는 순은 주화만큼 빠르게 마모되지 않았다.
1266년 더 큰 프랑스 그로스 투르노이스 동전의 도입과 그에 따른 인기는 4페니 가치의 그로트와 2페니 가치의 하프 그로트 형태로 추가적인 액면가를 가져왔다. 은 페니의 두 배 무게인 20은 페니 가치의 금 페니도 1257년에 발행되었지만 성공적이지 못했다.
잉글랜드 페니는 800년부터 거의 변하지 않았으며, 유럽 전역에서 발생한 화폐의 점진적인 질적 저하에서 두드러진 예외였다. 원래 240페니로 나뉘었던 타워 파운드는 1279년까지 243페니로 가치가 하락했다.

### 에드워드 3세, 1351년

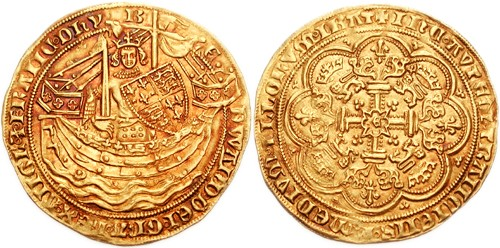
에드워드 3세 노블 (80펜스), 1354–55

에드워드 3세 왕의 통치 기간 동안, 플란데런에서 잉글랜드 양모 지불을 위해 받은 금화의 도입은 상당한 경제 및 무역 기회를 제공했지만, 또한 다음 200년 동안 통화를 불안정하게 만들었다.:41 1344년의 첫 번째 통화 변경은 다음과 같았다.
- 잉글랜드 페니는 201⁄4 그레인 (1.312 g; 0.042 ozt)의 스털링 실버(또는 20.25gr @ 0.925 fine = 18.73 gr 순은)로 감소했고,
- 금 더블 플로린은 108 gr (6.998 g; 0.225 ozt) 무게로 6실링(또는 72펜스) 가치였다.[43](또는 108gr @ 0.9948 fine = 107.44 gr 순금).

결과적으로 금-은 비율 1:12.55는 대륙의 1:11 비율보다 훨씬 높아서 잉글랜드의 은화를 유출시켰고, 1351년에는 더 영구적인 조치가 필요했다. 이는
- 페니를 18 gr (1.2 g; 0.038 ozt)의 스털링 실버(또는 18 @ 0.925 fine = 15.73 gr 순은)로 추가적으로 감소시키고,
- 새로운 금 노블은 당시 가능한 가장 순수한 금(191/192 또는 99.48% 순도)으로 120 그레인 (7.776 그램; 0.250 트로이온스) 무게로 주조되었으며,[53] (즉 120gr @ 0.9948 fine = 119.38 gr 순금) 6실링 8펜스 (80펜스, 또는 1⁄3파운드) 가치였다. 순금-은 비율은 따라서 1:(80 × 15.73 / 119.38) = 1:10.5였다.

이 금 노블은 하프 노블(40펜스)과 파딩 또는 쿼터 노블(20펜스)과 함께, 대량으로 생산된 최초의 영국 금화가 되었다.

### 헨리 4세, 1412년
헨리 4세 왕의 통치 기간 동안 백년 전쟁의 필요성으로 인해 그의 통치 말기에 추가적인 질적 저하가 발생했으며, 잉글랜드 페니는 15 그레인 스털링 실버(0.899g 순은)로 감소했고 하프 노블은 54 그레인(3.481g 순금)으로 감소했다. 금-은 비율은 40 × 0.899 / 3.481 = 10.3으로 떨어졌다.
1425년 프랑스 통화 개혁 이후, 금 하프 노블(1/6 파운드, 40펜스)은 리브르 파리시(프랑스 파운드) 또는 20솔에 가까운 가치를 가졌고, 은 하프 그로트(2펜스, 순은 1.798g)는 1솔 파리시(1.912g)에 가까운 가치를 가졌다. 또한 1434년 플랑드르 통화 개혁 이후, 새로운 네덜란드 플로린은 약 40펜스에 가까운 가치를 가졌고, 1.63g의 순은으로 된 네덜란드 스터이버 (실링)는 1.8g의 2펜스 스털링에 가까운 가치를 가졌다. 이처럼 잉글랜드의 하프 노블과 하프 그로트가 대륙의 리브르와 솔에 대략적으로 짝을 이루는 현상은 1560년대까지 지속되었다.

### 대침체, 1464년
대불리언 기근과 15세기 중반의 대불황으로 인해 잉글랜드 페니는 12 그레인 스털링 실버(0.719g 순은)로 추가로 감소했으며, 40 그레인(2.578g)의 새로운 하프-앤젤 금화가 도입되어 1/6 파운드 또는 40펜스 가치를 가졌다. 금-은 비율은 다시 40 × 0.719⁄2.578 = 11.2로 상승했다. 잉글랜드 페니의 감소는 프랑스 솔 파리시와 플랑드르 스터이버의 감소와 대략 일치했다. 또한 1469년부터 1475년까지 잉글랜드와 부르고뉴령 네덜란드 간의 협정으로 잉글랜드 그로트(4펜스)는 용담공 샤를의 통치 하에 주조된 부르고뉴 더블 파타르(또는 2스터이버)와 상호 교환 가능하게 되었다.
40펜스 또는 1/6 파운드 스털링은 1트로이 온스 (480 그레인, 31.1035g)의 스털링 실버를 만들었다. 이는 1 프랑스 온스 (30.594g)의 프랑스 리브르 파리시와 거의 동일했으며, 1524년에는 은 1 독일 온스 또는 29.232 g (0.9398 ozt) 무게의 굴덴그로셴 형태의 표준화된 독일 통화의 모델이 되기도 했다.:361

### 튜더 왕조, 1551년

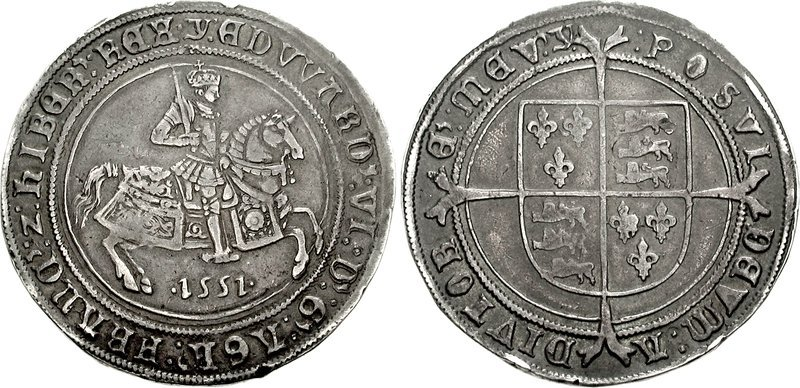
에드워드 6세의 크라운 (5/–), 1551년

스털링의 은본위제 가치하락은 합스부르크 네덜란드를 통해 아메리카 대륙에서 귀금속이 유입되던 16세기 중반에 일어났다. 구성 주들 사이에서 통화 기준의 시행은 허술했고, 헨리 8세 왕의 지출은 사치스러웠으며, 잉글랜드는 가치가 온전한 잉글랜드 주화로 교환하기 위한 더 저렴한 대륙 주화의 수입을 완화했다. 이 모든 요인들은 대악화로 이어졌고, 그 결과 1551년 파운드 스털링당 금속 함량이 3분의 1로 크게 감소했다.
스털링 실버 1 트로이 온스는 이후 40 은 페니에서 60 은 페니(각 페니는 8 그레인 스털링 실버를 포함하고 0.4795 g (0.01542 ozt) 순은을 포함)로 가격이 50% 인상되었다. 40 그레인(2.578 g (0.0829 ozt) 순금)의 금 하프 앤젤은 40펜스에서 60펜스(5실링 또는 1/4 파운드)로 가격이 인상되었고, 이후 크라운으로 알려졌다.
1551년 이전에는 잉글랜드 주화 액면가가 대륙의 해당 솔(2d) 및 리브르(40d) 액면가와 밀접하게 일치했다.
- 은화: 파딩(¼d), 하프페니(½d), 페니(1d), 하프 그로트(2d), 그로트(4d) 참조.
- 금화: 1351년: ¼노블(20d), ½노블(40d), 노블 또는 앤젤(80d) 참조.

1551년 이후 새로운 액면가가 도입되었는데, 1464년 발행 동전과 비슷한 무게였지만 가치가 1.5배 증가했다.
- 은화: 하프 그로트를 대체하는 쓰리펜스(3d); 그로트를 대체하는 식스펜스(6d); 새로운 실링 또는 테스툰(1s 또는 1/–).
- 은화 또는 금화: 40d의 ½ 앤젤을 대체하는 크라운(5/- (5s) 또는 60d); 20d의 ¼ 앤젤을 대체하는 하프 크라운(2/6d 또는 30d).
- 금화: 새로운 하프 소브린(10/–)과 소브린(£1 또는 20/–).

### 1601년부터 1816년까지

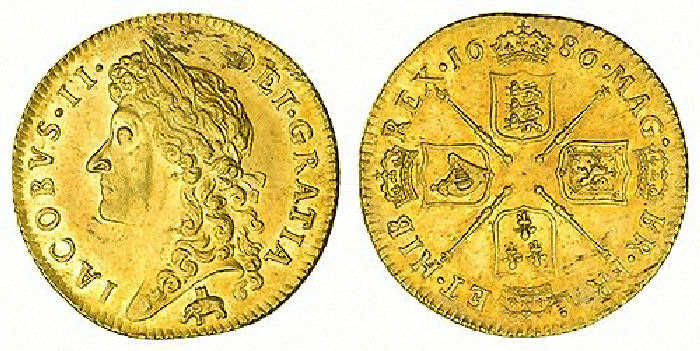
제임스 2세 통치 기간인 1686년에 주조된 황금 기니 주화. 그의 머리 아래에 있는 "코끼리와 성" 문양은 영국 최고의 노예 무역 회사인 왕립 아프리카 회사의 상징이다. RAC는 주화에 사용된 금을 서아프리카에서 잉글랜드로 운송했는데, 이는 기니 지역의 아프리카 상인들로부터 구매한 것으로, 이들은 다시 아샨티 제국에서 금을 조달했다.

스털링의 은 본위제는 1816년 금본위제 도입 때까지 본질적으로 변함없이 유지되었다. 단, 1 트로이 온스당 페니 수가 60개에서 62개로 증가(따라서 페니 하나에 0.464g의 순은)한 것을 제외하고는 말이다. 그러나 금 본위제는 1717년 금 기니가 21실링으로 고정될 때까지 불안정했다.
기니는 1663년에 도입되었으며, 12 트로이 온스의 22캐럿 금(따라서 7.6885g 순금)으로 44½ 기니가 주조되었고, 초기에는 £1 또는 20실링 가치였다. 처음에는 실링 가격이 법적으로 고정되지 않았지만, 21실링을 넘는 지속적인 거래 가치는 지불을 위해 허용되던 잘린 가벼운 은화의 좋지 않은 상태를 반영했다. 완전한 무게의 밀링된 실링은 비축되어 유럽 대륙으로 수출되었고, 잘린 손으로 주조된 실링은 유통에 남았다(그레셤의 법칙이 설명하듯이).
17세기에는 영국 상인들이 수입품을 은으로 지불하는 경향이 있었지만, 수출품은 일반적으로 금으로 지불받았다. 이러한 효과는 특히 중국이 수출품 대금을 은으로 정산할 것을 주장했기 때문에 동아시아와의 무역에서 두드러지게 나타났다. 17세기 중반부터 약 28,000 미터톤 (27,600 롱톤)의 은이 중국으로 유입되었는데, 이는 주로 유럽 강대국들로부터 중국 차 및 기타 상품과 교환된 것이었다. 이 시기에 중국 수출품을 구매하기 위해 잉글랜드는 초기에 다른 유럽 국가들로 수출하고 은으로 대금을 요청해야 했지만, 영국 동인도 회사가 중국에 아편의 간접 판매를 촉진할 수 있게 되면서 상황이 바뀌었다.
영국 내 은괴 수요는 유통 중인 은화를 더욱 감소시켰는데, 상인 계층의 부흥으로 식탁 용품 수요가 증가했기 때문이었다. 은세공사들은 항상 주화를 정부에서 순도를 확인한 원자재의 원천으로 여겼다. 그 결과, 스털링 실버 주화는 점점 더 빠른 속도로 녹여져 "스털링 은식기"로 만들어졌다. 잉글랜드 의회의 1697년 법령은 이 흐름을 막기 위해 가공된 판의 최소 허용 순도를 스털링의 92.5%에서 새로운 브리타니아 실버 표준인 95.83%로 높이려 노력했다. 순전히 녹인 동전으로 만든 은식기는 은세공사가 자신의 제품을 시금 사무소에 가져갈 때 부족하다는 것이 드러나게 되어 동전을 녹이는 것을 억제하게 되었다.
아이작 뉴턴 경이 조폐국의 책임자로 있을 당시, 금 기니는 1717년에 21실링(£1/1/-)으로 고정되었다. 그러나 가벼운 은화 문제를 해결하지 못하고, 그 결과 금-은 비율이 15.2로 높아지면서 스털링은 은실링보다는 금 기니에 더 확고한 기반을 가지게 되었고, 사실상 금본위제가 되었다. 민간 단체에서 발행한 은과 동 토큰은 1816년 대개주까지 잔돈 문제를 부분적으로 완화했다.

### 근대 통화의 확립
잉글랜드 은행은 1694년에 설립되었고, 1년 후에는 스코틀랜드 은행이 설립되었다. 잉글랜드 은행은 "1600년대 후반"부터 지폐 발행을 시작했다.

### 그레이트브리튼 왕국 (1707년)과 연합왕국 (1801년)의 통화
17세기에는 스코틀랜드 통화가 12 스코틀랜드 파운드 = 1 스털링 파운드의 가치로 스털링에 고정되어 있었다.
1707년 잉글랜드와 스코틀랜드 왕국이 1707년 연합법에 따라 그레이트브리튼 왕국으로 합병되었다. 연합 조약에 따라 그레이트브리튼의 통화는 스털링이었으며, 스코틀랜드 파운드는 곧 고정 가치로 스털링으로 대체되었다.
1801년에 그레이트브리튼과 아일랜드 왕국이 통합되어 그레이트브리튼 아일랜드 연합왕국을 형성했다. 그러나 아일랜드 파운드는 1826년 1월이 되어서야 스털링으로 대체되었다. 환율은 오랫동안 13 아일랜드 파운드 대 12 스털링 파운드였다. 1928년, 영국-아일랜드 조약이 영국 제국 내 아일랜드의 자치권을 회복시킨 지 6년 후, 아일랜드 자유국은 새로운 아일랜드 파운드를 제정했으며, 처음에는 스털링에 액면가로 고정되었다.

### 제국에서의 사용
스털링은 대영 제국의 많은 지역에서 유통되었다. 일부 지역에서는 현지 통화와 함께 사용되기도 했다. 예를 들어, 금 소브린은 캐나다 달러가 사용됨에도 불구하고 캐나다에서 법정 통화였다. 여러 식민지와 자치령은 파운드를 자체 통화로 채택했다. 여기에는 오스트레일리아, 바베이도스, 영국 서아프리카, 키프로스, 피지, 영국령 인도, 아일랜드 자유국, 자메이카, 뉴질랜드, 남아프리카, 남로디지아 등이 포함된다. 이들 중 일부는 존속 기간 내내 스털링과 동일한 가치를 유지했지만(예: 남아프리카 파운드), 다른 일부는 금본위제 폐지 후 가치가 달라졌다(예: 오스트레일리아 파운드). 이들 통화 및 스털링에 연동된 다른 통화들은 스털링 지역의 핵심을 구성했다.
위에서 언급한 잉글랜드의 은 부족이 이들 식민지의 형성기와 겹쳤기 때문에 북미 대륙의 원래 잉글랜드 식민지들은 스털링 지역에 속하지 않았다. 공정한 무역(그리고 다소 덜 공정한 해적 행위)의 결과로, 스페인 달러는 잉글랜드 식민지 내에서 가장 흔한 동전이 되었다.

### 금본위제

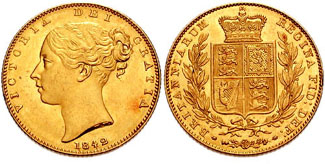
빅토리아 여왕의 "방패 뒷면" 소브린, 1842년

미국 독립 전쟁과 나폴레옹 전쟁 동안 잉글랜드 은행 지폐는 법정 통화였으며, 그 가치는 금에 따라 변동했다. 은행은 또한 은화 부족을 완화하기 위해 은 토큰을 발행했다. 1816년에는 금본위제가 공식적으로 채택되었으며, 은화는 1 트로이 파운드(무게)의 스털링 실버당 66실링 비율로 주조되어 "토큰" 발행(즉, 귀금속 가치를 포함하지 않음)이 되었다. 1817년에는 20/- 가치의 소브린이 도입되었다. 22캐럿 금으로 주조되었으며, 113 그레인 또는 7.32238 g (0.235420 ozt)의 순금을 포함했고, 금본위제를 변경하지 않고 기니를 대체하여 영국의 표준 금화가 되었다.
19세기에는 스털링 지폐가 영국 밖에서도 널리 통용되었다. 미국의 언론인 넬리 블라이는 1889-1890년 72일간의 세계 일주 동안 잉글랜드 은행 지폐를 가지고 다녔다. 19세기 말에서 20세기 초에는 많은 다른 나라들이 금본위제를 채택했다. 결과적으로, 다른 통화 간의 환율은 각 금본위제에 따라 간단히 결정될 수 있었다. 1 파운드 스털링은 미국에서 4.87 미국 달러, 캐나다에서 4.87 캐나다 달러, ƒ12.11 네덜란드 영토에서, F 25.22 프랑스 영토에서(또는 라틴 통화 동맹의 동등 통화), 독일에서 20ℳ 43₰, Rbls 9.46 러시아에서 또는 K 24.02 오스트리아-헝가리에서 동일했다. 1867년 파리에서 열린 국제 통화 회의 이후, 영국이 라틴 통화 동맹에 가입할 가능성이 논의되었고, 왕립 위원회가 국제 주화 문제를 조사했지만, 가입하지 않기로 결정했다.

### 제1차 세계 대전: 금본위제 중단
제1차 세계 대전 발발과 함께 1914년 금본위제가 중단되었고, 잉글랜드 은행권과 재무부 지폐가 법정 화폐가 되었다. 그 전쟁 전 영국은 세계에서 가장 강한 경제 중 하나였으며, 세계 해외 투자의 40%를 보유하고 있었다. 그러나 전쟁이 끝난 후 영국은 막대한 빚을 지게 되었다. 영국은 8억 5천만 파운드(오늘날 약 £423억)의 빚을 졌고, 이자 비용은 전체 정부 지출의 약 40%를 차지했다. 데이비드 로이드 조지 총리와 오스틴 체임벌린 재무장관이 이끄는 영국 정부는 재정 적자를 디플레이션 정책으로 메우려고 했지만, 이는 단지 1920~21년 대공황으로 이어질 뿐이었다.
1917년까지 금 소브린 생산은 거의 중단되었고(나머지 생산은 수집가 세트 및 기타 매우 특정한 경우를 위한 것이었다), 1920년까지 은화는 원래의 .925 순도에서 .500 순도로 질적 저하되었다. 이는 1894년에서 1913년 사이에 트로이 파운드당 평균 27/6d. [£1.375]였던 은 가격이 1920년 8월에는 89/6d. [£4.475]로 급격히 상승했기 때문이었다.

### 전간기: 금본위제 복귀
안정성을 회복하기 위해 1925년에 금본위제의 한 버전이 재도입되었는데, 이는 통화를 전쟁 전 고정 가격으로 금에 고정하되, 금화가 아닌 금괴로만 통화를 교환할 수 있도록 한 것이다. 1931년 9월 21일, 대공황 기간 동안 이것이 폐지되었고, 스털링은 초기 25% 가량의 가치 하락을 겪었다.
1931년 금본위제가 중단된 이래로 스털링은 피아트 통화가 되었으며, 그 가치는 국내외 경제에서 지속적인 수용 여부에 따라 결정된다.

### 제2차 세계 대전
1940년, 미국과의 협정으로 스털링은 1파운드 = 4.03 미국 달러의 환율로 미국 달러에 고정되었다. (불과 1년 전에는 4.86 미국 달러였다.) 이 환율은 제2차 세계 대전 내내 유지되었고, 전후 환율을 규율하는 브레턴우즈 체제의 일부가 되었다.

## 역사 (1946년–현재)

### 브레턴우즈
지속적인 경제적 압박에도 불구하고, 몇 달간의 부인에도 불구하고, 1949년 9월 19일 정부는 파운드 가치를 30.5% 하락시켜 2.80 미국 달러로 만들었다. 1949년 스털링 평가절하는 다른 여러 통화의 달러 대비 평가절하를 촉발했다.
1961년, 1964년, 1966년에 투기꾼들이 파운드를 달러로 팔아치우면서 스털링은 다시 압박을 받았다. 1966년 여름, 통화 시장에서 파운드 가치가 하락하자 윌슨 정부는 외환 통제를 강화했다. 조치 중에는 관광객들이 여행자 수표 및 송금으로 50파운드 이상, 현금으로 15파운드 이상을 해외로 가져가는 것이 금지되었다. 이 제한은 1979년까지 해제되지 않았다. 1967년 11월 18일, 스털링은 14.3% 평가절하되어 1파운드 = 2.40 미국 달러가 되었다.

### 십진법화
십진법화 이전에는 스털링 금액이 파운드, 실링, 펜스로 표현되었고, 다양한 널리 이해되는 표기법이 사용되었다. 같은 금액을 32s. 6d., 32/6, £1. 12s. 6d., 또는 £1/12/6으로 나타낼 수 있었다. 기니 주화는 더 이상 사용되지 않았지만, 일부 가격(예: 전문 수수료 및 미술품 경매 가격)은 기니(약어: gn. 또는 gns.)로 명시하는 것이 관례였다.
스털링을 십진법화하려는 공식적인 의회 제안은 1824년 존 로테즐리 경(당시 스태퍼드셔 지역구 국회의원)이 영국 하원에서 통화 십진법화에 대한 고려가 있었는지 물으면서 처음 이루어졌다. 로테즐리는 1833년에 다시 하원에서 이 문제를 제기했고, 존 보링(당시 킬마녹 버그스 지역구 국회의원)이 1847년에 다시 제기했다. 그의 노력은 1848년에 영국 최초의 십진법 동전인 플로린(1파운드의 10분의 1 가치)의 도입으로 이어졌다. 그러나 완전한 십진법화는 저항을 받았지만, 플로린 동전은 1971년에 완전히 십진법 시스템으로 전환된 후에도 10 신(新)펜스로 재지정되어 1993년까지 영국 동전으로 유통되었다.
스털링 버그스 지역구 국회의원 존 벤저민 스미스는 1853년 의회에서 완전 십진법화 문제를 다시 제기했고, 그 결과 윌리엄 글래드스턴 재무장관은 곧 "십진법 주화라는 큰 문제"가 "현재 심각하게 고려되고 있다"고 발표했다. 이후 1855년 6월, 랭커셔 남부 지역구 국회의원 윌리엄 브라운 경은 영국 하원에 스털링 파운드를 1,000개 부분으로 나누고 각 부분을 "밀"이라고 부르거나, 또는 파딩(당시 파운드는 960파딩과 동일했으므로 새 시스템에서 쉽게 1,000파딩으로 반올림될 수 있었다)이라고 부르자는 제안과 함께 스털링의 십진법화를 위한 완전한 제안을 제출했다. 이것은 스털링의 십진법 시스템으로의 전환으로 이어지지는 않았지만, 이 문제를 조사하기 위한 왕립 위원회를 설립하기로 합의했다. 그러나 주로 임명된 위원 두 명인 오버스톤 경(은행가)과 존 허버드(잉글랜드 은행 총재)의 십진법화에 대한 적대감 때문에 영국에서의 십진법화는 사실상 100년 이상 좌절되었다.
그러나 스털링은 영국 본토보다 먼저 여러 영국 식민지 영토에서 십진법화되었다 (그리고 여러 경우에 윌리엄 브라운의 제안, 즉 파운드를 1,000 부분으로 나누어 밀이라고 부르는 것과 일치했다). 여기에는 1863년부터 1866년까지의 영국령 홍콩; 1955년부터 1960년까지의 영국령 키프로스 (그리고 1983년까지 키프로스 파운드의 단위로 계속 사용됨); 그리고 1926년부터 1948년까지의 팔레스타인 위임통치령이 포함된다.
나중에 1966년, 영국 정부는 여왕 연설에 스털링을 십진 통화로 전환할 계획을 포함하기로 결정했다. 그 결과, 1971년 2월 15일 영국은 스털링을 십진법화하여 실링과 페니를 2.4d 가치의 새로운 페니라는 단일 하위 단위로 대체했다. 예를 들어, £1/12/6.이라는 가격표는 £1.62½p.가 되었다. "new"라는 단어는 1981년 이후 주조된 동전에서 생략되었다.

### 변동환율 파운드

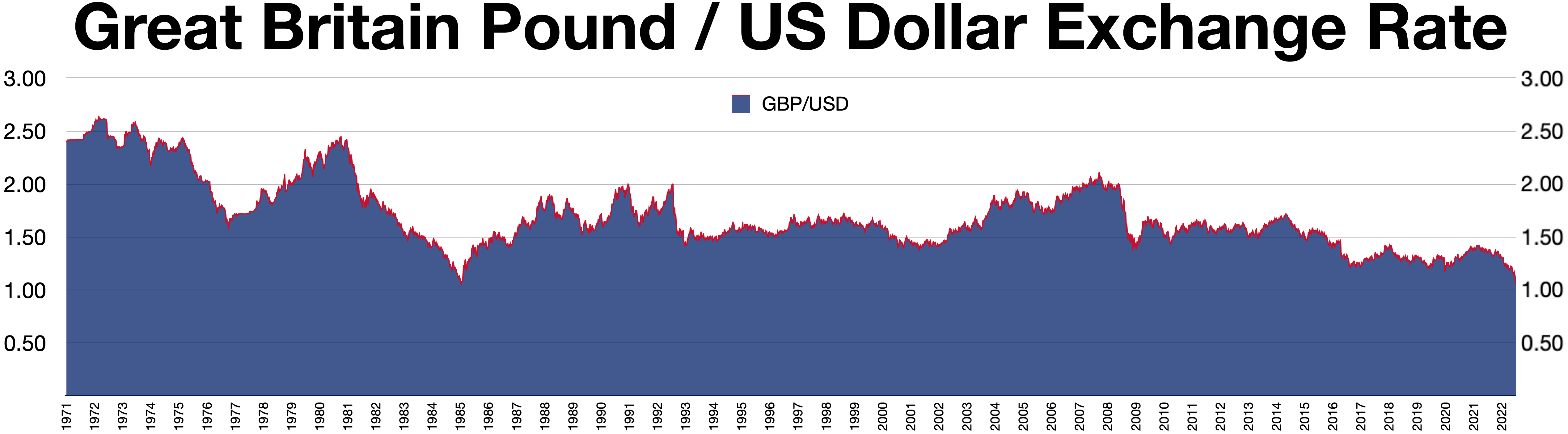
1971년~2022년 미국 달러 대비 1파운드 스털링 가격

브레턴우즈 체제가 붕괴되면서 스털링은 1971년 8월부터 변동하기 시작했다. 처음에는 약간 평가절상되어 1972년 3월에는 고정되었던 밴드의 상한선인 US$2.42에서 거의 US$2.65로 상승했다. 스털링 지역은 이때 사실상 해체되었는데, 대부분의 회원국도 스털링과 달러에 대해 자유롭게 변동하기로 선택했기 때문이었다.

### 1976년 스털링 위기

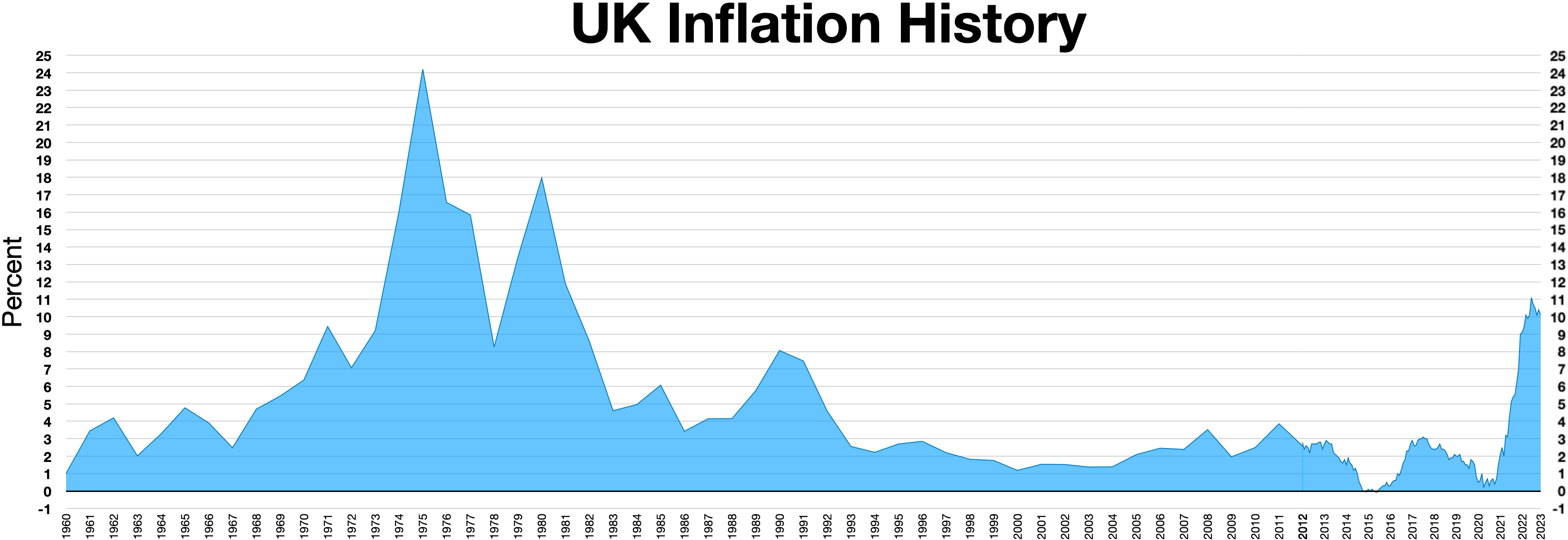
영국 인플레이션 역사

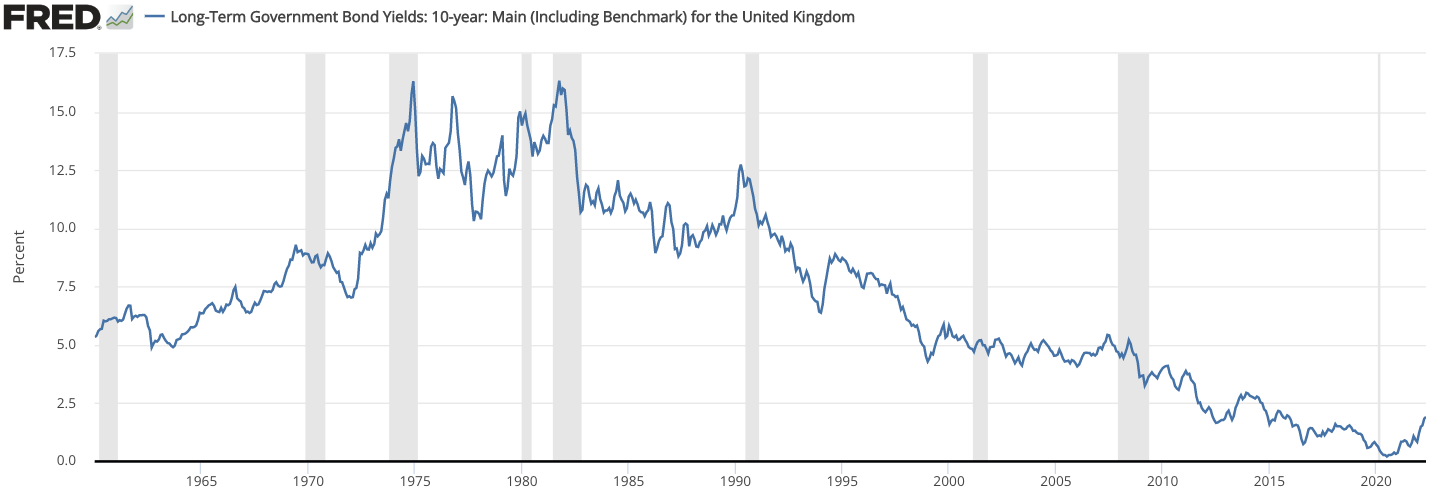
영국 채권 1960–2022: 영국 정부 10년 만기 국채 수익률이 1970년대와 1980년대 초 15% 이상으로 증가했다.

제임스 캘러헌은 1976년 영국 총리가 되었다. 국립 기록 보관소가 2006년 공개한 문서에 따르면, 그는 즉시 경제가 막대한 문제에 직면해 있다는 말을 들었다. 바버 붐과 1973년 석유 파동의 실패 여파는 여전히 느껴지고 있었고, 인플레이션은 1975년에 거의 27%까지 치솟았다. 금융 시장은 파운드가 고평가되었다고 생각하기 시작했고, 그 해 4월 월스트리트 저널은 높은 세금에 직면하여 스털링 투자 매각을 권고하는 기사에서 "굿바이, 영국. 만나서 반가웠어요"라는 말로 끝을 맺었다. 당시 영국 정부는 재정 적자를 겪고 있었고, 노동당 정부의 전략은 높은 공공 지출을 강조했다. 캘러헌은 세 가지 가능한 결과가 있다고 들었다. 파운드의 비참한 자유 낙하, 국제적으로 용납할 수 없는 경제 봉쇄, 또는 고통스러운 경제 개혁이 시행되는 동안 파운드를 지지하기 위한 주요 동맹국과의 거래였다. 미국 정부는 이 위기가 나토와 유럽 경제 공동체 (EEC)를 위협할 수 있다고 우려했으며, 이에 따라 미국 재무부는 국내 정책 변경을 강제하기 시작했다. 1976년 11월, 국제 통화 기금 (IMF)은 공공 지출의 대규모 삭감을 포함한 대출 조건을 발표했다.

### 1979–1989년
보수당은 재정 긴축 정책을 내세우며 1979년 집권했다. 처음에는 통화주의 정책에 따라 통화량을 목표로 금리가 인상되면서 스털링이 급등하여 1파운드 대 2.40 미국 달러를 넘어섰다. 높은 환율은 1981년 심각한 경기 침체의 주요 원인으로 널리 지목되었다. 스털링은 1980년 이후 급격히 하락하여, 1985년 3월에는 1파운드 당 1.03 미국 달러라는 최저치를 기록한 후 1989년 12월에는 1.70 미국 달러로 상승했다.

### 독일 마르크 추종
1988년, 나이젤 로슨 재무장관은 스털링이 독일 마르크 (DM)를 "추종"해야 한다고 결정했는데, 그 결과 낮은 이자율로 인해 경제가 호황을 누리면서 인플레이션이 급격히 상승하는 의도치 않은 결과를 초래했다.
독일의 재통일 이후 1990년에는 그 반대가 사실이 되었다. 동독 재건을 위한 높은 독일 차입 비용이 오스트마르크를 D-마르크로 1:1로 전환하려는 정치적 결정으로 악화되면서, D-마르크를 추종하는 다른 국가들, 특히 영국의 금리가 국내 상황에 비해 너무 높아 주택 경기 침체와 불황으로 이어졌다.

### 유럽 통화 단위 추종
1990년 10월 8일, 보수당 정부(제3차 대처 내각)는 유럽 환율 메커니즘 (ERM)에 가입하기로 결정했으며, 1파운드를 DM 2.95로 고정했다. 그러나 영국의 경제 성과로 인해 환율이 지속 불가능해지자 "검은 수요일" (1992년 9월 16일)에 시스템에서 탈퇴할 수밖에 없었다. 이 사건은 분데스방크 총재 헬무트 슐레징거가 파운드가 결국 평가절하될 것이라고 시사한 발언으로 촉발되기도 했다.
"검은 수요일"에는 파운드가 ERM 한계 아래로 떨어지는 것을 막기 위해 이자율이 10%에서 15%로 급등하는 실패한 시도가 있었다. 환율은 DM 2.20으로 떨어졌다. 더 낮은 GBP/DM 환율을 주장했던 사람들은 더 저렴한 파운드가 수출을 장려하고 1990년대의 경제 번영에 기여했기 때문에 그들의 주장이 옳았음을 입증했다.

### 인플레이션 목표 추종
1997년, 새로 선출된 노동당 정부는 잉글랜드 은행에 일일 이자율 통제권을 넘겨주었다(원래 자유민주당이 주장했던 정책이다). 은행은 이제 소비자 물가 지수 (CPI)로 측정되는 인플레이션을 연간 2%에 매우 가깝게 유지하기 위해 기준 금리를 설정할 책임이 있다. CPI 인플레이션이 목표보다 1%포인트 이상 높거나 낮을 경우, 잉글랜드 은행 총재는 재무장관에게 공개 서한을 보내 그 이유와 인플레이션 측정치를 2% 목표에 맞추기 위해 취할 조치를 설명해야 한다. 2007년 4월 17일, 연간 CPI 인플레이션은 3.1%로 보고되었다(소매 물가 지수 인플레이션은 4.8%였다). 따라서, 그리고 처음으로, 총재는 인플레이션이 목표보다 1%포인트 이상 높은 이유를 영국 정부에 공개적으로 설명해야 했다.

### 유로
2007년 당시 재무장관이었던 고든 브라운은 예측 가능한 미래에 유로존 가입을 배제하며, 유로에 가입하지 않기로 한 결정이 영국과 유럽 모두에게 옳았다고 말했다.
2008년 1월 1일, 키프로스 공화국이 통화를 키프로스 파운드에서 유로로 전환하면서, 키프로스에 있는 영국 주권 기지(아크로티리 데켈리아)도 이를 따랐고, 이로 인해 주권 기지 지역은 영국 주권 하에 유로를 공식적으로 사용하는 유일한 영토가 되었다.
전 토니 블레어 총리 정부는 다섯 가지 경제 테스트가 충족될 경우 유로 채택 여부를 결정하기 위한 국민투표를 실시하겠다고 약속하여, 유로 채택이 국익에 부합할 가능성을 높이려 했다. 이러한 국내(국가) 기준 외에도 영국은 유로를 채택하기 전에 유럽 연합의 경제 수렴 기준(마스트리히트 기준)을 충족해야 했다. 보수당과 자유민주당 연립 정부 (2010–2015)는 해당 의회 임기 동안 유로 가입을 배제했다.
스털링을 유로로 대체하려는 생각은 영국 대중에게 항상 논쟁의 여지가 많았는데, 부분적으로는 스털링이 영국 주권의 상징이라는 점과, 일부 비평가들에 따르면 최적의 금리를 저해하여 영국 경제에 해를 끼칠 수 있다는 이유 때문이었다. 2008년 12월, BBC가 1,000명을 대상으로 실시한 여론조사 결과에 따르면 71%가 유로에 반대하고, 23%가 찬성하며, 6%는 불확실하다고 답했다. 유로가 생성된 후 스털링은 2차 유럽 환율 메커니즘 (ERM II)에 가입하지 않았다. 덴마크와 영국은 유로 가입에 대해 옵트아웃 조항을 가지고 있었다. 이론적으로는 덴마크를 제외한 모든 EU 국가는 궁극적으로 가입해야 한다.
유럽 연합 회원국으로서 영국은 유로를 통화로 채택할 수 있었다. 그러나 이 문제는 항상 정치적으로 논쟁의 여지가 많았으며, 영국은 이 문제에 대해 옵트아웃을 협상했다. 영국의 EU 탈퇴 이후, 2020년 1월 31일 잉글랜드 은행은 유럽 중앙은행 제도 회원 자격을 종료했고, 유럽 중앙은행 주식은 다른 EU 은행으로 재배분되었다.

### 최근 환율

미국 달러 대비 £1 스털링 가격 (1990년부터)

스털링 대비 유로 한 단위의 가격 (1999년부터)

스털링과 유로는 서로 가치가 변동하지만, 다른 통화(예: 미국 달러)와의 환율 움직임 간에 상관관계가 있을 수 있다. 영국의 인플레이션 우려로 인해 잉글랜드 은행은 2006년 말과 2007년에 금리를 인상했다. 이로 인해 스털링은 다른 주요 통화에 대해 평가절상되었고, 동시에 미국 달러가 평가절하되면서 스털링은 2007년 4월 18일에 미국 달러 대비 15년 만에 최고치를 기록했으며, 그 전날 1파운드가 1992년 이래 처음으로 2달러에 도달했다. 스털링과 다른 많은 통화들은 달러 대비 계속 평가절상되었고, 2007년 11월 7일 달러가 전 세계적으로 하락하면서 스털링은 1파운드 당 2.1161 미국 달러로 26년 만에 최고치를 기록했다. 2003년 중반부터 2007년 중반까지 파운드/유로 환율은 좁은 범위 (€1.45 ± 5%) 내에서 유지되었다.
세계 금융 위기 (2007년~2008년) 이후 스털링은 급격히 평가절하되어 2009년 1월 23일 1파운드 대 1.38 미국 달러로 하락했고, 2008년 4월에는 유로 대비 1파운드 대 1.25 유로 아래로 떨어졌다. 2008년 나머지 기간 동안 추가적인 하락이 있었는데, 특히 12월 29일에는 유로 환율이 €1.0219로 사상 최저치를 기록했고, 미국 달러 환율은 평가절하되었다. 스털링은 2009년 초에 평가절상되어 7월 중순에는 유로 대비 1파운드 대 1.17 유로로 최고치를 기록했다. 다음 달에는 스털링이 유로 대비 대체로 안정적으로 유지되었고, 2011년 5월 27일에는 1파운드가 €1.15, 1.65 미국 달러로 평가되었다.
2009년 3월 5일, 잉글랜드 은행은 양적 완화 (QE)라는 과정을 통해 영국 경제에 750억 파운드의 새로운 자본을 투입할 것이라고 발표했다. 이것은 영국 역사상 처음으로 사용된 조치였지만, 은행의 총재 머빈 킹은 실험이 아니라고 시사했다.
이 과정에서 잉글랜드 은행은 자체적으로 새로운 돈을 발행하여 국채, 담보 기업어음, 회사채와 같은 자산을 매입했다. 이 방법으로 발행될 초기 금액은 750억 파운드로 명시되었지만, 앨리스터 달링 재무장관은 필요할 경우 최대 1500억 파운드까지 발행할 수 있도록 허가했다. 이 과정은 3개월 동안 계속될 것으로 예상되었으며, 장기적인 결과는 나중에 나타날 것으로 보였다. 2009년 11월 5일 기준, 약 1750억 파운드가 양적 완화를 통해 투입되었지만, 장기적으로는 효과가 미미했다. 2012년 7월, 양적 완화의 최종 증가는 3750억 파운드로 정점을 찍었고, 당시에는 오직 영국 국채만을 보유하며 영국 국가 부채의 3분의 1을 차지했다.
2016년 영국 유럽 연합 회원국 국민투표 결과는 국제 무역 관계와 국내 정치 지도부의 미래가 불확실해지면서 스털링이 다른 세계 통화에 비해 크게 하락하는 원인이 되었다. 국민투표 결과 스털링은 밤새 유로 대비 5% 약화되었다. 투표 전날 밤 스털링은 1파운드 대 1.30유로에 거래되었지만, 다음 날에는 1파운드 대 1.23유로로 떨어졌다. 2016년 10월까지 환율은 1파운드 대 1.12유로로, 국민투표 이후 14% 하락했다. 2017년 8월 말에는 스털링이 더욱 낮아져 1파운드 대 1.08유로가 되었다. 한편 미국 달러 대비 스털링은 국민투표 결과가 처음 공개되었을 때 1파운드 대 1.466달러에서 1파운드 대 1.3694달러로 떨어졌고, 2016년 10월까지 1파운드 대 1.2232달러로 16% 하락했다.
2022년 9월, 차입금으로 충당되는 감세 '미니 예산' 이후 스털링의 환율은 사상 최저치인 1.03달러를 약간 넘는 수준에 도달했다.

### 연간 인플레이션율

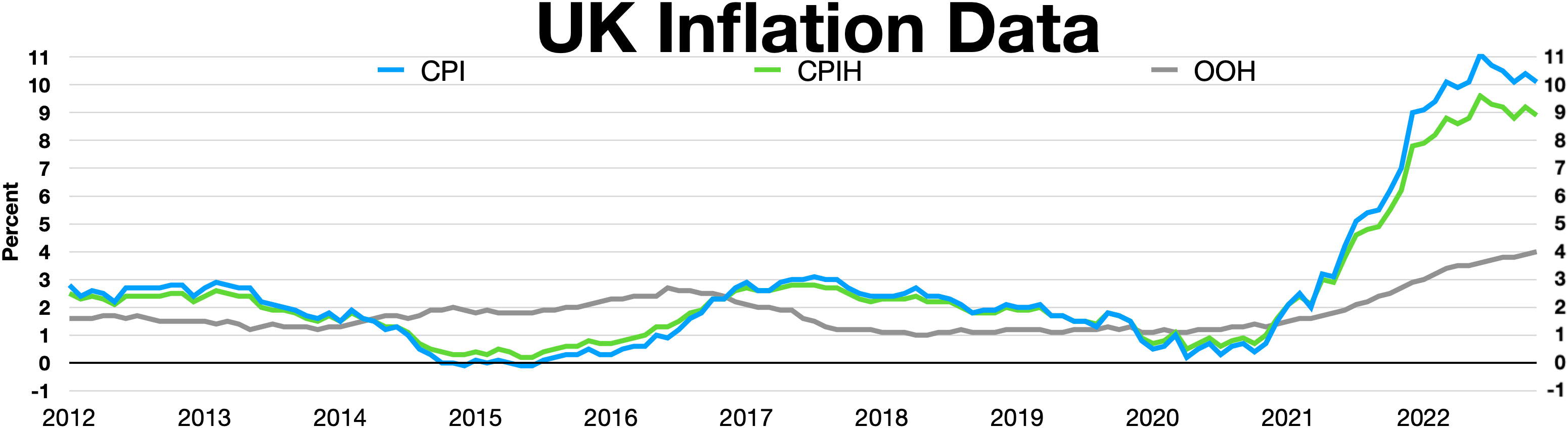
영국 인플레이션 데이터

잉글랜드 은행은 2009년에 인플레이션율이 목표치인 2% 아래로 떨어지는 것을 막기 위해 결정이 내려졌다고 밝힌 바 있다. 머빈 킹, 잉글랜드 은행 총재는 이자율이 이미 사상 최저 수준(0.5%)으로 인하되었고 더 이상 인하될 가능성이 없었기 때문에 다른 통화 옵션이 남아 있지 않다고 시사하기도 했다.
이후 몇 년 동안 인플레이션율은 상승하여 2011년 9월에는 연간 5.2%에 도달했으며(소비자 물가 지수 기준), 다음 해에는 약 2.5%로 감소했다. 몇 년간 인플레이션이 은행 목표치인 2% 근처 또는 그 이하로 유지된 후, 2021년에는 모든 지수에서 상당하고 지속적인 증가를 보였다. 2021년 11월년 기준, RPI는 7.1%, CPI는 5.1%, CPIH는 4.6%에 도달했다.
제2차 세계 대전 중과 그 이후 인플레이션은 극적인 영향을 미쳤다. 1940년 지수는 20.2, 1950년 33.0, 1960년 49.1, 1970년 73.1, 1980년 263.7, 1990년 497.5, 2000년 671.8, 2005년 757.3이었다. 1971년 가장 작은 동전은 ½p로, 2015년 가격으로는 약 6.4p 가치였다.
다음 표는 특정 연도에 £1로 구매할 수 있었던 상품 및 서비스의 등가 금액을 보여준다.
이 표는 1971년부터 2023년까지 1파운드의 구매력이 94.4% 감소했음을 보여준다.
| 연도 | 등가 구매력 | 연도 | 등가 구매력 | 연도 | 등가 구매력 | 연도 | 등가 구매력 | 연도 | 등가 구매력 | 연도 | 등가 구매력 |
| ---- | ----------- | ---- | ----------- | ---- | ----------- | ---- | ----------- | ---- | ----------- | ---- | ----------- |
| 1971 | £1.00       | 1981 | £0.271      | 1991 | £0.152      | 2001 | £0.117      | 2011 | £0.0900     | 2021 | £0.0678     |
| 1972 | £0.935      | 1982 | £0.250      | 1992 | £0.146      | 2002 | £0.115      | 2012 | £0.0850     | 2022 | £0.0612     |
| 1973 | £0.855      | 1983 | £0.239      | 1993 | £0.144      | 2003 | £0.112      | 2013 | £0.0826     | 2023 | £0.0560     |
| 1974 | £0.735      | 1984 | £0.227      | 1994 | £0.141      | 2004 | £0.109      | 2014 | £0.0800     |      |             |
| 1975 | £0.592      | 1985 | £0.214      | 1995 | £0.136      | 2005 | £0.106      | 2015 | £0.0780     |      |             |
| 1976 | £0.510      | 1986 | £0.207      | 1996 | £0.133      | 2006 | £0.102      | 2016 | £0.0777     |      |             |
| 1977 | £0.439      | 1987 | £0.199      | 1997 | £0.123      | 2007 | £0.0980     | 2017 | £0.0744     |      |             |
| 1978 | £0.407      | 1988 | £0.190      | 1998 | £0.125      | 2008 | £0.0943     | 2018 | £0.0726     |      |             |
| 1979 | £0.358      | 1989 | £0.176      | 1999 | £0.123      | 2009 | £0.0952     | 2019 | £0.0707     |      |             |
| 1980 | £0.303      | 1990 | £0.161      | 2000 | £0.119      | 2010 | £0.0910     | 2020 | £0.0695     |      |             |

예를 들어, 2006년의 파운드의 구매력은 1971년 10p의 구매력보다 약간 많았다. 반대로 1971년 파운드의 구매력은 2006년 10파운드의 구매력보다 약간 적었다. 1971년에 10파운드였던 가상의 상품 및 서비스 "쇼핑 바구니"는 2006년에 98.04파운드(2022년에는 163.40파운드)가 들었을 것이다.

## 환율
스털링은 전 세계 외환시장에서 자유롭게 사고팔리고 있으며, 따라서 다른 통화에 대한 그 가치는 변동한다.

## 준비 통화
스털링은 전 세계적으로 준비 통화로 사용된다. 2020년 기준, 보유 가치 순위에서 4위이다.
| v • d • e • h          | 2018                  | 2017   | 2016   | 2015   | 2014   | 2013   | 2012   | 2011   | 2010   | 2009   | 2008   | 2007   | 2006   | 2005   | 2004   | 2003   | 2002   | 2001   | 2000   | 1999   | 1998   | 1997   | 1996   | 1995   |
| 미국 달러              | 61.69%                | 62.72% | 65.36% | 65.74% | 65.17% | 61.27% | 61.50% | 62.69% | 62.24% | 62.15% | 63.77% | 63.87% | 65.04% | 66.51% | 65.51% | 65.45% | 66.50% | 71.51% | 71.13% | 71.01% | 69.28% | 65.10% | 61.98% | 58.96% |
| 유로(1998년까지는 ECU) | 20.69%                | 20.16% | 19.14% | 19.15% | 21.21% | 24.21% | 24.06% | 24.44% | 25.76% | 27.70% | 26.21% | 26.14% | 24.99% | 23.89% | 24.68% | 25.03% | 23.65% | 19.18% | 18.29% | 17.90% | 1.30%  | 6.07%  | 7.08%  | 8.53%  |
| 독일 마르크            |                       |        |        |        |        |        |        |        |        |        |        |        |        |        |        |        |        |        |        |        | 13.79% | 14.48% | 14.67% | 15.75% |
| 프랑스 프랑            |                       |        |        |        |        |        |        |        |        |        |        |        |        |        |        |        |        |        |        |        | 1.62%  | 1.44%  | 1.85%  | 2.35%  |
| 네덜란드 휠던          |                       |        |        |        |        |        |        |        |        |        |        |        |        |        |        |        |        |        |        |        | 0.27%  | 0.35%  | 0.24%  | 0.32%  |
| 일본 엔                | 5.20%                 | 4.90%  | 3.96%  | 3.75%  | 3.55%  | 3.82%  | 4.09%  | 3.61%  | 3.66%  | 2.90%  | 3.47%  | 3.18%  | 3.46%  | 3.96%  | 4.28%  | 4.42%  | 4.94%  | 5.04%  | 6.06%  | 6.37%  | 6.24%  | 5.77%  | 6.71%  | 6.77%  |
| 영국 파운드 스털링     | 4.43%                 | 4.53%  | 4.34%  | 4.72%  | 3.70%  | 3.99%  | 4.04%  | 3.84%  | 3.94%  | 4.25%  | 4.22%  | 4.82%  | 4.52%  | 3.75%  | 3.49%  | 2.86%  | 2.92%  | 2.70%  | 2.75%  | 2.89%  | 2.66%  | 2.58%  | 2.68%  | 2.11%  |
| 중국 런민비            | 1.89%                 | 1.23%  | 1.07%  |        |        |        |        |        |        |        |        |        |        |        |        |        |        |        |        |        |        |        |        |        |
| 캐나다 달러            | 1.84%                 | 2.03%  | 1.94%  | 1.78%  | 1.75%  | 1.83%  | 1.43%  |        |        |        |        |        |        |        |        |        |        |        |        |        |        |        |        |        |
| 오스트레일리아 달러    | 1.62%                 | 1.80%  | 1.69%  | 1.77%  | 1.60%  | 1.82%  | 1.46%  |        |        |        |        |        |        |        |        |        |        |        |        |        |        |        |        |        |
| 스위스 프랑            | 0.15%                 | 0.18%  | 0.17%  | 0.27%  | 0.24%  | 0.27%  | 0.21%  | 0.08%  | 0.13%  | 0.12%  | 0.14%  | 0.16%  | 0.17%  | 0.15%  | 0.17%  | 0.23%  | 0.41%  | 0.25%  | 0.27%  | 0.23%  | 0.33%  | 0.35%  | 0.24%  | 0.32%  |
| 기타                   | 2.48%                 | 2.44%  | 2.34%  | 2.83%  | 2.79%  | 2.80%  | 3.21%  | 5.33%  | 4.27%  | 2.88%  | 2.20%  | 1.83%  | 1.81%  | 1.74%  | 1.87%  | 2.01%  | 1.58%  | 1.31%  | 1.49%  | 1.60%  | 4.50%  | 3.86%  | 4.48%  | 4.87%  |
|                        | 출처: 국제 통화 기금: |        |        |        |        |        |        |        |        |        |        |        |        |        |        |        |        |        |        |        |        |        |        |        |

## 같이 보기
- 파운드 (통화)